# Ndèye Coumba Mbengue Diakhaté
Ndèye Coumba Mbengue Diakhaté (también conocida como Coumba, 1924-2001) fue una educadora y poeta senegalesa muy activa en la promoción de la educación de las madres y sus niños. Su poesía está publicada en Filles du soleil (Hijas del Sol, 1980).

## Biografía
Nacida en 1924 en Rufisque, Mbengue Diakhaté fue una de las primeras profesoras en graduarse por la Escuela Normal de Rufisque. Fue una miembro activa  de la Asociación para la Acción Social de las Mujeres (Association pour l'Action sociales des femmes, en francés). Su poesía ofrece sus opiniones sobre cómo las mujeres están situadas en la sociedad; por ejemplo, cuando un hombre le dice a su hermana o madre "Jiguen rek nga!" (Después de todo, eres solo una mujer). El conflicto con la población blanca aparece por medio de "Ils étaient Blancs, j'étais Noire..." (Eran blancos,  yo era negra). No sólo proporciona sus pensamientos más íntimos a través de su poesía, sino que también reproduce las formas y ritmos de la tradición oral del lenguaje Serer en sus versos franceses.
Mbengue Diakhaté murió el 25 de septiembre de 2001 en Rufisque.

## Publicaciones
- Filles du soleil (poésie), Dakar, Nouvelles Éditions africaines, 1980, 44 p. (ISBN 2-7236-0217-6)